# Liste der brasilianischen Botschafter in Kolumbien
Der brasilianische Botschafter in Kolumbien residiert an der Calle 93, 14-20, Piso 8, Apartado Aéreo 90540, Bogotá.
| Ernannt/Akkreditiert | Name                                   | Bemerkungen | ernannt von                          | akkreditiert bei         | Posten verlassen |
| -------------------- | -------------------------------------- | --- | ------------------------------------ | ------------------------ | ---------------- |
| 1912                 | Rafael de Mayrink                      | Geschäftsträger | Hermes Rodrigues da Fonseca          | Carlos Eugenio Restrepo  |                  |
| 1912                 | Manuel de Marilanda                    | Generalkonsul und Geschäftsträger | Hermes Rodrigues da Fonseca          | Carlos Eugenio Restrepo  | 1915             |
| 1915                 | Carlos Taylor                          | Geschäftsträger | Venceslau Brás Pereira Gomes         | José Vicente Concha      |                  |
| 2. Mai 1915          | José de Oliveira Murinely              | Ministerresident | Venceslau Brás Pereira Gomes         | José Vicente Concha      | 29. März 1916    |
| 1916                 | Manuel de Marilanda                    | Generalkonsul und Geschäftsträger | Venceslau Brás Pereira Gomes         | José Vicente Concha      | 1917             |
| 17. Juli 1917        | Abelardo Roças                         | Ministerresident | Venceslau Brás Pereira Gomes         | José Vicente Concha      | 4. Aug. 1919     |
| 1919                 | Manuel de Marilanda                    | Geschäftsträger | Epitácio da Silva Pessoa             | Marco Fidel Suárez       |                  |
| 16. Nov. 1919        | Abelardo Roças                         | Ministerresident | Epitácio da Silva Pessoa             | Marco Fidel Suárez       | 7. Nov. 1921     |
| 1921                 | Rubens Ferreira de Mello               | Geschäftsträger | Epitácio da Silva Pessoa             | Jorge Holguín            | 1922             |
| 3. Mai 1922          | Argeu de Segadas Machado Guimarães     | Geschäftsträger | Artur da Silva Bernardes             | Pedro Nel Ospina         | 20. Dez. 1922    |
| 21. Dez. 1922        | Marìo de Belfort Ramos                 | Ministerresident | Artur da Silva Bernardes             | Pedro Nel Ospina         | 6. Mai 1923      |
| 1923                 | Argeu de Segadas Machado Guimarâes     | Geschäftsträger | Artur da Silva Bernardes             | Pedro Nel Ospina         | 1928             |
| 1928                 | Mario da Costa Guimarães               | Geschäftsträger | Washington Luís Pereira de Sousa     | Miguel Abadía Méndez     |                  |
| 31. Aug. 1929        | Alberto Jorge de Ipanema Moreira       | außerordentlicher Gesandter und Ministre plénipotentiaire                                                                                                  | Washington Luís Pereira de Sousa     | Miguel Abadía Méndez     | 28. Nov. 1930    |
| 1930                 | Antonio Moreira de Abreu               | Geschäftsträger | Getúlio Vargas                       | Enrique Olaya Herrera    | 1931             |
| 6. Sep. 1931         | Manuel Coelho Rodrigues                | außerordentlicher Gesandter und Ministre plénipotentiaire                                                                                                  | Getúlio Vargas                       | Enrique Olaya Herrera    | 6. Dez. 1935     |
| 1935                 | José Cochrane de Alencar               | Geschäftsträger | Getúlio Vargas                       | Alfonso López Pumarejo   | 1936             |
| 18. Sep. 1936        | Lourival de Guilhobel                  | außerordentlicher Gesandter und Ministre plénipotentiaire                                                                                                  | Getúlio Vargas                       | Alfonso López Pumarejo   | 7. Dez. 1936     |
| 1936                 | Antônio Roberto de Arruda Botelho      | Geschäftsträger | Getúlio Vargas                       | Alfonso López Pumarejo   | 1937             |
| 9. März 1937         | Octavio Fialho                         | außerordentlicher Gesandter und Ministre plénipotentiaire                                                                                                  | Getúlio Vargas                       | Alfonso López Pumarejo   | 2. März 1939     |
| 3. März 1939         | Carlos de Lima Cavalcanti              | (* 1892; † 1967) | Getúlio Vargas                       | Eduardo Santos           | 6. Dez. 1939     |
| 6. Dez. 1939         | Jayme Cardoso                          | Geschäftsträger | Getúlio Vargas                       | Eduardo Santos           | 8. Feb. 1940     |
| 9. Feb. 1940         | Francisco Cavalcanti Pontes de Miranda | | Getúlio Vargas                       | Eduardo Santos           | 1. März 1941     |
| 1. März 1941         | Jorge Latour                           | Geschäftsträger | Getúlio Vargas                       | Eduardo Santos           | 25. Mai 1943     |
| 25. Mai 1943         | Carlos Alberto Moniz Gordilho          | | Getúlio Vargas                       | Alfonso López Pumarejo   | 26. Nov. 1946    |
| 26. Nov. 1946        | Jorge Kirchhofer Cabral                | Geschäftsträger | Eurico Gaspar Dutra                  | Mariano Ospina Pérez     | 9. Dez. 1946     |
| 9. Dez. 1946         | Carlos Alberto Moniz Gordilho          | | Eurico Gaspar Dutra                  | Mariano Ospina Pérez     | 1. März 1947     |
| 1. März 1947         | Jorge Kirchhofer Cabral                | Geschäftsträger | Eurico Gaspar Dutra                  | Mariano Ospina Pérez     | 1. Sep. 1947     |
| 1. Sep. 1947         | João Baptista Pereira                  | Geschäftsträger | Eurico Gaspar Dutra                  | Mariano Ospina Pérez     | 16. Sep. 1947    |
| 16. Sep. 1947        | Carlos Alberto Moniz Gordilho          | | Eurico Gaspar Dutra                  | Mariano Ospina Pérez     | 6. Aug. 1949     |
| 6. Aug. 1949         | Nelson Tabajara de Oliveira            | Geschäftsträger | Eurico Gaspar Dutra                  | Mariano Ospina Pérez     |                  |
| 1. Jan. 1950         | Carlos Maximiano dé Figueiredo         | | Eurico Gaspar Dutra                  | Laureano Gómez           | 14. Mai 1954     |
| 1954                 | Carlos Sylvestre de Ouro Preto         | Geschäftsträger | João Café Filho                      | Gustavo Rojas Pinilla    | 1955             |
| 13. Apr. 1955        | José Pizarro Gabizo de Coelho Lisboa   | | Nereu Ramos                          | Gustavo Rojas Pinilla    | 9. Dez. 1955     |
| 1955                 | Gil Guilherme Mendes de Moraes         | Geschäftsträger | Nereu Ramos                          | Gustavo Rojas Pinilla    | 1956             |
| 1956                 | Carlos Sylvestre de Ouro Preto         | Geschäftsträger | Juscelino Kubitschek                 | Gustavo Rojas Pinilla    |                  |
| 10. Juli 1956        | Jorge Olintho de Oliveira              | | Juscelino Kubitschek                 | Gustavo Rojas Pinilla    | 7. Juli 1959     |
| 1959                 | André Teixeira de Mesquita             | Geschäftsträger | Juscelino Kubitschek                 | Alberto Lleras Camargo   | 1960             |
| 19. Jan. 1960        | Alvaro Teixeira Soares                 | | Juscelino Kubitschek                 | Alberto Lleras Camargo   | 29. Dez. 1964    |
| 1964                 | Sergio da Veiga Watson                 | Geschäftsträger | Pascoal Ranieri Mazzilli             | Guillermo León Valencia  | 1965             |
| 1965                 | Victor José da Silveira                | Geschäftsträger | Humberto Castelo Branco              | Guillermo León Valencia  |                  |
| 18. Jan. 1965        | José Jobim                             | | Humberto Castelo Branco              | Guillermo León Valencia  | 9. Sep. 1966     |
| 1966                 | Victor José da Silveira                | Geschäftsträger | Humberto Castelo Branco              | Carlos Lleras Restrepo   |                  |
| 8. Nov. 1966         | Jorge de Carvalho e Silva              | | Humberto Castelo Branco              | Carlos Lleras Restrepo   | 30. Nov. 1969    |
| 1969                 | Frederico Carlos Carnaúba              | Geschäftsträger | Aurélio de Lira Tavares              | Carlos Lleras Restrepo   |                  |
| 1969                 | Carlos José Prazeres Campelo           | Geschäftsträger | Aurélio de Lira Tavares              | Carlos Lleras Restrepo   |                  |
| 1969                 | Frederico Carlos Carnaúba              | Geschäftsträger | Aurélio de Lira Tavares              | Carlos Lleras Restrepo   | 1970             |
| 4. Jan. 1970         | Fernando Ramos de Alencar              | | Aurélio de Lira Tavares              | Misael Pastrana Borrero  | 20. Dez. 1972    |
| 1972                 | Othon do Amaral Henriques Filho        | Geschäftsträger | Aurélio de Lira Tavares              | Misael Pastrana Borrero  | 1973             |
| 1. Jan. 1975         | José Augusto de Macedo Soares          | | Ernesto Geisel                       | Alfonso López Michelsen  | 27. März 1975    |
| 28. März 1975        | Sérgio Henrique Nabuco de Castro       | Geschäftsträger | Ernesto Geisel                       | Alfonso López Michelsen  | 1. Apr. 1975     |
| 2. Apr. 1975         | José Augusto de Macedo Soares          | | Ernesto Geisel                       | Alfonso López Michelsen  | 7. Juni 1975     |
| 8. Juni 1975         | Sérgio Henrique Nabuco de Castro       | Geschäftsträger | Ernesto Geisel                       | Alfonso López Michelsen  | 30. Juni 1975    |
| 17. Aug. 1975        | Geraldo Eulálio do Nascimento e Silva  | (* 18. Februar 1917 in Paris) wurde 1980 von Besetzern der Botschaft der Dominikanischen Republik in Bogota angeschossen, was zu seiner Abberufung führte. | Ernesto Geisel                       | Alfonso López Michelsen  | 1980             |
| 1981                 | João Hermes Pereira de Araújo          | | João Baptista de Oliveira Figueiredo | Julio César Turbay Ayala | 1983             |
| 1992                 | Alberto da Costa e Silva               | | Itamar Franco                        | César Gaviria Trujillo   | 1994             |
| 2004                 | Maria Celina de Azevedo Rodrigues      | | Luiz Inácio Lula da Silva            | Álvaro Uribe Vélez       |                  |
| 17. Aug. 2005        | Júlio César Gomes dos Santos           | | Luiz Inácio Lula da Silva            | Álvaro Uribe Vélez       |                  |
| 2011                 | Antonino Lisboa Mena Gonçalves         | | Dilma Rousseff                       | Juan Manuel Santos       |                  |